# بروسيلة مجهضة
بروسيلا أبورتيس أو  عصويات بانج أو بروسيلة مجهضة أو سقط أو جهيض (بالإنجليزية: Brucella abortus)‏ هي متقلبات سلبية الغرام ضمن فصيلة البروسيلات وهي واحدة من العوامل المسببة لداء البروسيلات، يصنف هذه العامل المعدي تحت نطاق البكتيريا. تعتبر بروسيلا المجهضة من بدائيات النوى المبوغة غير المتحركة والهوائية.